# Jan Fryderyk Sapieha (1680–1751)
Jan Fryderyk Sapieha herbu Lis (ur. 18 października 1680 w Dobratyczach, zm. 6 lipca 1751 w Łysowodach) – kanclerz wielki litewski w 1735 roku, kasztelan trocki w latach 1716–1735, kasztelan miński w latach 1711–1712, referendarz litewski w latach 1706–1709, starosta brzeski w latach 1697–1751.

## Życiorys
Był synem Kazimierza Władysława. Po naukach pobieranych w latach 1691–1695 w Brześciu Litewskim, Lublinie i Warszawie wyjechał w dwuletnią podróż zagraniczną (1700–1702), obejmującą Berlin, Drezno, Pragę, Wiedeń, Paryż, być może także Włochy.
Po powrocie do kraju podjął karierę sejmową. W 1706 stał po stronie Stanisława Leszczyńskiego. Przebywał u jego boku do klęski Karola XII pod Połtawą. W lipcu 1709 spotkał się w Toruniu z powracającym Augustem II, u którego uzyskał amnestię dla całego domu Sapieżyńskiego. W dalszych latach kontynuował karierę sejmową, otrzymując w 1726 Order Orła Białego, a w 1729 roku stanowisko marszałka Trybunału Głównego Wielkiego Księstwa Litewskiego. 
Był członkiem konfederacji generalnej zawiązanej 27 kwietnia 1733 roku na sejmie konwokacyjnym. W 1733 roku podpisał elekcję Stanisława Leszczyńskiego.  W czasie elekcji 1733 roku jako deputat królewski podpisał pacta conventa Stanisława Leszczyńskiego. Mimo to szybko przeszedł do stronnictwa Augusta III za obietnicę kanclerstwa wielkiego litewskiego. W 1735 roku podpisał uchwałę Rady Generalnej konfederacji warszawskiej. Kanclerstwo to otrzymał 9 listopada 1735.
10 lipca 1737 roku podpisał we Wschowie konkordat ze Stolicą Apostolską.
Dużą część życia spędził w Kodniu. Z jego inicjatywy powstała Kodeńska Galeria portretów Sapieżyńskich, umieszczona w tamtejszym kościele i składająca się z 70 portretów rodu Sapiehów. Był autorem kilku prac, m.in. Historii przezacnego obrazu kodeńskiego (Toruń, 1720) i Annotacji Historycznych… (Kolonia, 1730).
Był żonaty z siostrą Michała Kazimierza Radziwiłła "Rybeńki", Konstancją. Był bezdzietny.
Jednym z jego majątków był Czarnobyl.